# زمین‌لرزه ارزنجان
زمین‌لرزه ارزنجان ممکن است به یکی از موارد زیر اشاره داشته باشد:
- زمین‌لرزه ۱۹۳۹ ارزنجان
- زمین‌لرزه ۱۹۹۲ ارزنجان